# Carl Sebastian Haegler
Carl Sebastian Haegler (* 20. Juni 1862 in Fleurier; † 4. August 1916 in Basel) war ein Schweizer Mediziner, Chirurg, Klinikleiter und Kunstfreund.

## Leben und Werk
Carl Sebastian Haegler war das dritte Kind des Arztes Adolph Haegler und der Stephanie, geborene Gutzwiller. 1863 zog die Familie von Fleurier nach Basel, wo Haegler das Gymnasium am Münsterplatz besuchte und u. a. von Achilles Burckhardt unterrichtet wurde. 
Nach der Matura studierte Haegler ab 1881 Medizin an der Universität Basel und an der Universität Tübingen. Als 1885 die Pockenepidemie in Basel grassierte, leitete er für einige Wochen ein Spital in Birsfelden. Von September 1885 bis zum Mai 1887 war er am Bürgerspital Basel Unterassistent von Hermann Immermann und August Socin, der Carl Garrè zu seinem Privatpraktikanten machte. Haegler trat im März 1888 die Nachfolge von Garrè an.
Am 9. März 1889 promovierte Haegler zum Dr. med. et chir. mit einer Dissertation über Behandlung der Harnröhrenverletzungen und ihre Folgen. Am 8. Februar 1893 wurde er zum Privatdozenten für Chirurgie und Bakteriologie ernannt. Haegler war ein begeisterter Sportler, Bergsteiger und Jäger. Zudem beschäftigte er sich intensiv mit der Bildenden Kunst und hielt sich entsprechend gerne in Künstlerkreisen auf. Im Frühjahr 1896 reiste er zusammen mit seinem Freund Hans Sandreuter zu Arnold Böcklin nach Florenz.
Im Dezember 1900 wurde Haegler zum Extraordinarius ernannt und im Januar 1903 erhielt er den Lehrauftrag für allgemeine Chirurgie. Als ehemaliger Leiter des bakteriologischen Laboratoriums am Bürgerspital und nach Studienreisen durch Europa eröffnete er 1904 eine chirurgische Privatklinik am Petersgraben im früheren Andlauerhof. Zudem bildete er in seiner Klinik angehende Krankenpflegerinnen aus. Haegler bemängelte schon zu seiner Zeit, dass Patienten nicht als Individuen, sondern zu Fall-Nummern degradiert und entsprechend «behandelt» werden. Umso mehr liess er die Klinik mit grossem Aufwand nach seinen ethischen Massstäben einrichten. Zudem stifteten Verwandte und dankbare Patienten der Klinik den sogenannten «Freibettenfond», der es ermöglichte, Bedürftige unentgeltlich aufzunehmen. 1911 wurde ein an die «Andlauerklinik» anstossendes Grundstück erworben und in einen anspruchsvollen Garten umgewandelt. Haeglers Stellvertretung übernahm die ersten fünf Jahre Achilles Müller, danach Dr. Hans Meerwein. Wegen eines in jungen erlittenen Hörschadens und der einhergehenden Schwerhörigkeit, blieben Haeglers akademischen Aufgaben auf die eines Extraordinarius beschränkt. 

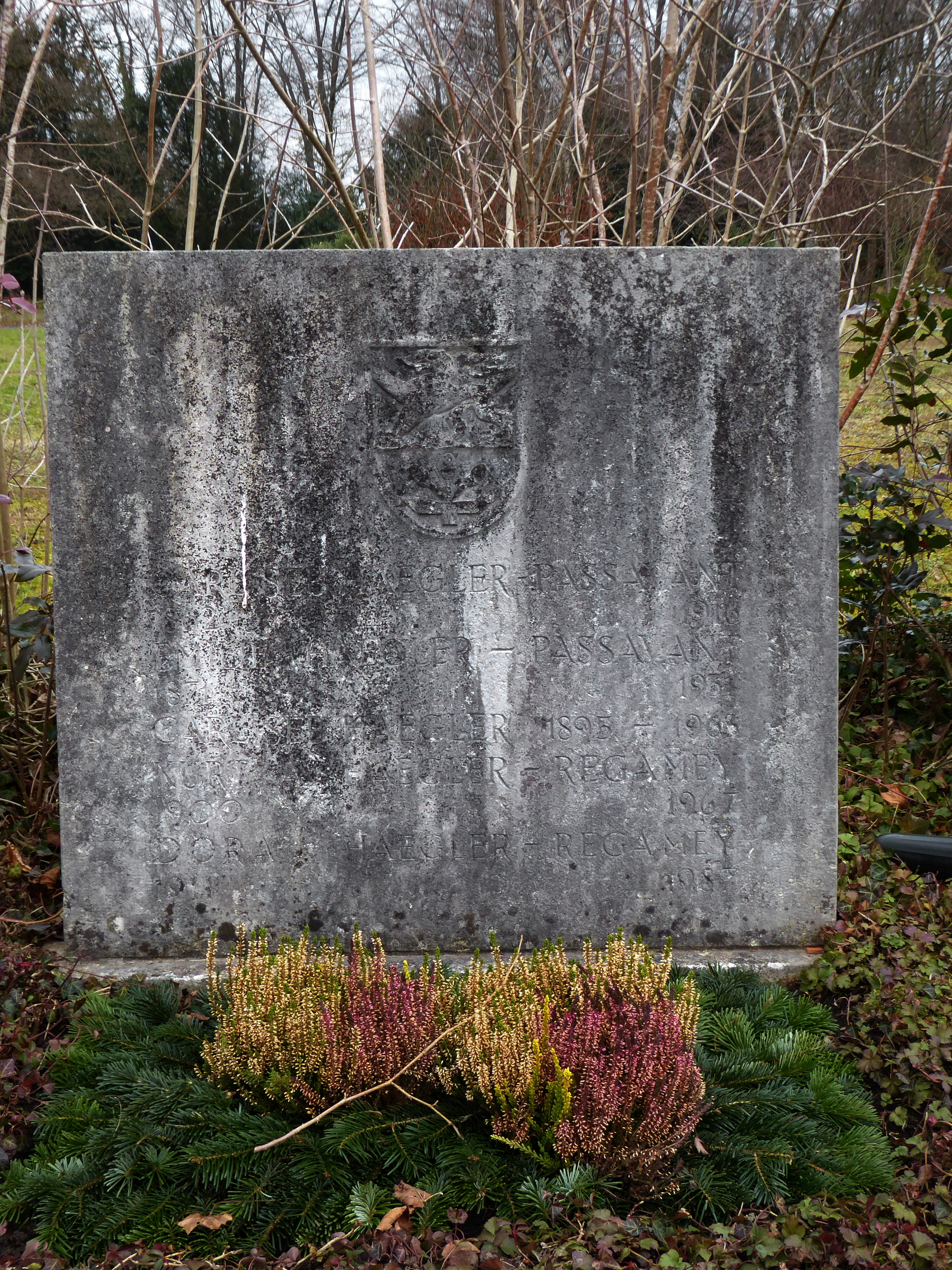
Familiengrab, Friedhof am Hörnli.

Zu Beginn des Ersten Weltkrieges war er chirurgischer Berater und Operateur in den Vereinslazaretten in Eimeldingen, Haltingen, Weil am Rhein, Lörrach und Brombach. Zudem konnte er mit seinem Personenwagen, den er zum Krankenwagen umfunktionieren liess, nach Saint-Louis fahren. Mehrfach behandelte er die Verwundeten direkt bei den vordersten Vorposten der Kriegsfront.
Haegler heiratete am 4. Juli 1894 die Bankierstochter Emilie, geborene Passavant (1871–1931). Sie war eine Tochter des Emanuel Passavant und Schwägerin von Paul von der Mühll-Passavant (1863–1924). Das Ehepaar Haegler-Passavant hatte vier Kinder, so u. a. den späteren Journalisten und Autor Kurt August Haegler-Regamey und die einzige Tochter Ruth Haegler (1901–1998), die mit Ernst Speiser verheiratet war.
Als 1914 bei Haegler ein Prostatakarzinom diagnostiziert wurde, behielt er den tödlichen Befund solange es ging für sich. Nach einer Kur im Engadin unterzog er sich im Sommer 1915 in Berlin einer zehnwöchigen Röntgen- und Radiumbehandlung. Die nachfolgende Operation im Dezember brachte keine Besserung und er sah sich gezwungen, seine Privatklinik zu liquidieren. Die Klinik wurde vom Bürgerspital übernommen.
Carl Sebastian Haegler verfasste bis kurz vor seinem Tod eine ausführliche Autobiografie. Er fand auf dem Friedhof am Hörnli seine letzte Ruhestätte. Sein Schwager Jakob Arnold von Salis, der mit Maria (1859–1924) verheiratet war, verfasste den Nachruf für Haegler.